# 오리온 영화사
오리온 영화사(Orion Pictures)는 미국의 영화 제작사다. 1978년 설립되어 준메이저(mini-major) 스튜디오로서 『플래툰』, 『양들의 침묵』, 『늑대와 춤을』 등 영향력 있는 영화를 다수 제작했으나 1992년 파산했다. 이후 1997년 메트로-골드윈 메이어(MGM)의 자회사로 매입되었다가 MGM이 아마존에 인수되어 현재는 아마존의 자회사인 MGM의 자회사 형태로 존재하고 있다.